# Cobitis maroccana
Cobitis maroccana és una espècie de peix de la família dels cobítids i de l'ordre dels cipriniformes.

## Morfologia
- Els mascles poden assolir 8 cm de llargària total.[3]

## Reproducció
És ovípar.

## Hàbitat
Viu en zones de clima temperat.

## Distribució geogràfica
Es troba a petits afluents dels rius Loukkos i Sebou (nord del Marroc).

## Estat de conservació
Està amenaçada d'extinció a causa de la contaminació i de la destrucció del seu hàbitat natural.